# التسلسل الزمني لألعاب الفيديو
في هذه الصفحة سرد لأهم الإصدارات لألعاب الفيديو ومنصاتها حسب تاريخ إصدارها في أمريكا الشمالية.
2010- - 2000-2009 - 1990-1999 - 1980-1989 - 1971-1979

## 2010-
- ألعاب فيديو 2011 - نينتندو تصدر نينتندو ثري دي إس. نينتندو، تعلن عن الجهاز الجديد لوي، وي يو. سوني تعلن عن جهاز بي إس بي الجديد، بس إس بي فيتا.
- ألعاب فيديو 2010 - الإصدارة الذهبية لريزدنت إيفل 5. سكوير إنكس تصدر فاينل فانتسي XIII وبعدها فاينل فانتسي XIV . إصدار الجهاز الاستشعاري «موف» للبلايستيشن 3

## 2000-2009
- ألعاب فيديو 2009 — نينتندو تصدر الجهاز نينتندو دي إس آي. الإعلان عن المتحكم المتحسس للحركة الخاص بالبلاي ستيشن 3.
- ألعاب فيديو 2008  — إصدار لعبة غراند ثفت أوتو Ⅳ لأجهزة إكس بوكس 360 وبلاي ستيشن 3 . ميتال غير سوليد 4: غنز أوف ذا بتريوتس تصدر على أجهزة البلاي ستيشن 3.
- ألعاب فيديو 2007  — ميكروسوفت تصدر نظام التشغيل ويندوز فيستا والذي يأتي مع مكتبة الألعاب دايركت إكس 10. لعبة هالو 3 تصدر على الإكس بوكس 360. إصدار لعبة كرايسيس والتي استخدمت دايركت إكس 10.
- ألعاب فيديو 2006  — سوني تصدر جهازها الجديد بلاي ستيشن 3. نينتندو تصدر جهاز وي. ثم اللعبة ذا ليجند أوف زيلدا:تويلايت برنسيس.
- ألعاب فيديو 2005  — سوني تصدر منصة الألعاب المحمولة بلاي ستيشن بورتبل. ميكروسوفت تصدر إكس بوكس 360.نامكو تصدر النسخة الخامسة من سلسلة تيكن
- ألعاب فيديو 2004  — نينتندو تصدر نينتندو دي إس. العصر الذهبي للبلاي ستيشن 2. نسخة البلاي ستيشن 2 من فاينل فانتسي XI. بليزارد إنترتينمنت تصدر لعبة لعبة الأونلاين الأشهر وورلد أوف ووركرافت.
- ألعاب فيديو 2003  — نسخة الحاسوب من فاينل فانتسي XI . نينتندو تصدر ذا ليجند أوف زيلدا:ذا الويند ويكر.
- ألعاب فيديو 2002  — سكوير إنكس تصدر سلسلة كينغدم هارتز على البلاي ستيشن 2. نامكو تصدر النسخة الرابعة من سلسلة تيكن
- ألعاب فيديو 2001  — نينتندو تصدر جهازها غيم كيوب. روك ستار تصدر النسخة الثالثة من سلسلة غراند ثفت أوتو. ميكروسوفت تصدر جهاز الإكس بوكس.
- ألعاب فيديو 2000  — سوني تصدر جهاز البلاي ستيشن 2. إلكترونيك آرتس تصدر ذا السيمز، اللعبة الأكثر مبيعاً في تاريخ ألعاب الحاسوب PC